# Rio Tigre (Peru)
O rio Tigre é um afluente do rio Maranhão, e por isso tributário do rio Amazonas, a oeste do rio Nanay, navegável por 190 km a partir de sua confluência com o Amazonas. O Rio Tigre forma-se da confluência dos rios equatorianos Cunambo e Pintoyacu, na fronteira com o Peru. Como o Nanay, ele flui inteiramente em planícies. Sua foz está situada a 42 milhas a oeste da junção do rio Ucaiáli com o Amazonas. A oeste do rio Tigre estão os rios Parinari, Chambira e Nucuray, todos ribeirões que se assemelham ao rio Nanay.